# 인도 크리켓 국가대표팀

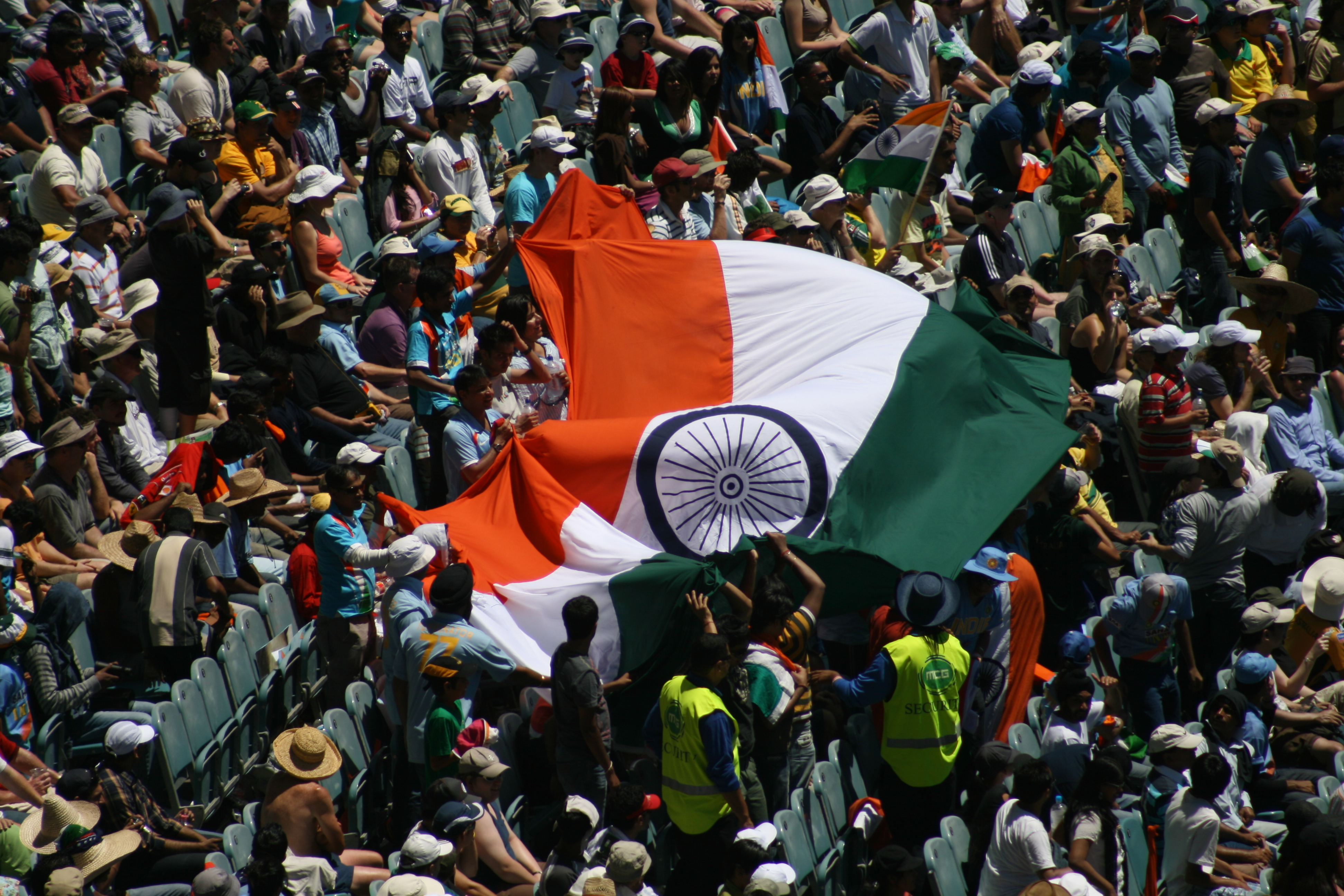

인도 크리켓 국가대표팀은 인도 크리켓 관리위원회가 조직한 인도의 크리켓 국가대표팀이다.
2022년 8월 기준으로 인도는 ICC 테스트에서 2위, ODI에서 3위, T20I에서 1위이다.